# Lefteris Christoforu
Lefteris Christoforu, gr. Λευτέρης Χριστοφόρου (ur. 31 sierpnia 1963 w Prastio w dystrykcie Famagusta) – cypryjski polityk i ekonomista, długoletni deputowany, poseł do Parlamentu Europejskiego V (w 2004), VIII i IX kadencji, członek Europejskiego Trybunału Obrachunkowego.

## Życiorys
Z wykształcenia ekonomista, ukończył studia na Uniwersytecie Arystotelesa w Salonikach. Zaangażowany w działalność ruchu uczniów szkół średnich MAKI i organizacji młodzieżowej NEDISY. Pracował w sektorze bankowym, był przedstawicielem dystryktu Famagusta w związku cypryjskich pracowników bankowości (ETYK). Zaangażowany w działalność Zgromadzenia Demokratycznego, doszedł do stanowiska wiceprzewodniczącego tej partii. W 1996 po raz pierwszy wybrany do Izby Reprezentantów, uzyskiwał reelekcję w 2001, 2006 i 2011. Był obserwatorem, a po akcesji Cypru do UE od maja do lipca 2004 sprawował mandat eurodeputowanego. Powrócił do PE w listopadzie 2014 w miejsce Christosa Stilianidisa. W 2019 uzyskał reelekcję. W czerwcu 2022 wybrany członkiem Europejskiego Trybunału Obrachunkowego na sześcioletnią kadencję, w związku z czym zrezygnował z mandatu z początkiem listopada tegoż roku.